# Перехресні стежки
«Перехресні стежки» — соціально-психологічна повість українського письменника Івана Франка 1900 року.

## Історія написання
Роки, що передували створенню повісті виявилися надзвичайно важкими для Івана Франка: заборона викладати на посаді доцента кафедри української літератури у Львівському університеті, три невдалі спроби стати послом австрійського парламенту (1895, 1897, 1898) — призвели до фізичної перевтоми та нервового захворювання. У другій половині 1890-х остаточно переривається двадцятирічне листування  Франка з Ольгою Рошкевич — першим і найсильнішим коханням письменника. Історія їхніх стосунків знайшла відображення і в «Перехресних стежках» (любовна драма Рафаловича і Реґіни).
Твір Іван Франко публікував протягом 1900 року у львівському журналі «Літературно-науковий вісник». Письменник і раніше друкував свої твори в такий спосіб: він міг розпочати публікацію ще не завершеного твору, увесь час подаючи продовження.
Публікування повісті невеликими частинами позначилось і на композиції:
• вона містить порівняно невеликі, але численні розділи (для зручності публікування в часописі);
• більшості частин притаманна незавершеність, «обірваність».

## Назва твору
Назва повісті символізує перехрестя долі інтелігенції та народу, а також представників різних соціальних верств, професій і національностей (українців, євреїв, поляків). Франко порушує такі соціальні проблеми: українського селянства та інтелігенції, взаємостосунки між різними суспільними групами, проблеми влади та підлеглих, зневір'я селян, проблеми тодішнього судочинства, проблеми подружніх стосунків, безправ'я жінки в суспільстві та ін.

## Жанр
За жанром «Перехресні стежки» — соціально-психологічна повість, у якій поєднані традиції соціального роману І. Нечуя-Левицького («Хмари»), Б. Грінченка («Сонячний промінь», «На розпутті») з ознаками психологічного роману Ф. Достоєвського.

## Сюжет
Повість має кілька сюжетних ліній:
- громадсько-політична діяльність адвоката Євгена Рафаловича;
- особисте життя (кохання Рафаловича та Реґіни);
- життя галицького селянства.

Здобувши юридичну освіту, Євген Рафалович приїздить до провінційного галицького містечка з метою стати народним захисником, обстоювати соціальні та національні права галицьких селян. Рафалович кидається у вир життя: запроваджує у своїй конторі справочинство українською мовою, обстоює інтереси селян, провадить справу проти маршалка Брикальського. У цьому місті «перехресні стежки» звели його з давньою юнацькою любов'ю. Ще студентом він закохався в дівчину-сироту Реґіну. Тітка силою видала її заміж, і Євген, важко переживши це розлучення, утратив надію будь-коли побачити кохану знову. Як з'ясувалося, Реґіна стала дружиною Стальського — колишнього домашнього інструктора Євгена — «скотини в людській подобі» і була приречена на жахливе існування. Зустрівшись з нею, Рафалович зазнає страшного розчарування — він утратив ідеал. Проте давні почуття ще жевріють у його душі, бо він пропонує Реґіні кинути все та податися вдвох за море. Реґіна не приймає його пропозиції. Подальше своє життя Рафалович свідомо присвячує служінню селянам. Проїжджаючи селами, він бачить як після щеплення віспи п'яницею-медиком помирають діти, як аферист «адвокат» здирає гроші з селян, обіцяючи звільнити їхніх синів від рекрутства. Рафалович звертається до суду, пише статті до галицьких і віденських часописів, намагається протистояти «касовій реформі», збирає народне віче.
Любовна сюжетна лінія має трагічну розв'язку. Зневажена Реґіна вбиває Стальського, а потім гине від рук божевільного двірника Барана. Розв'язка сюжетної лінії боротьби досить оптимістична: Рафаловича звільнено, знято несправедливі звинувачення в убивстві Стальського. З цією сюжетною лінією тісно переплітається лінія зображення життя галицького селянства. Епізод із селянином, що заблукав біля рідного села, набуває для Рафаловича символічного значення:
|  | «Чи ж це не символ усього нашого народу? Змучений важкою долею, він блукає, не можучи натрапити на свій шлях, і стоїть, мов оцей заблуканий селянин, серед шляху між минулим і будущим, між широким, свобідним розвоєм і нещасним нидінням, і не знає, куди йому йти, не має сили ані надії дійти до цілі». |

Відтепер Рафалович бачить своє призначення у служінні народові, у боротьбі за його права та свободу.

## Тематика та проблематика
Твір присвячений проблемі служіння демократичної інтелігенції своєму народові. Головний герой Євген Рафалович є носієм Франкових народницьких ідей. Саме в його вуста письменник укладає своє розуміння багатьох суспільних явищ, оцінку тогочасного життя, визначення ролі інтелігенції в соціумі тощо. Рафалович вступає в конфлікт із системою, оточенням та обставинами, намагається подолати недовіру селян, переживає втрату колишнього ідеалу. Але таки досягає свого: здобуває довіру селян, домагається скликання народного віча. Адвокат Рафалович віддає перевагу еволюційній формі політичної боротьби (шлях реформ, законотворчої діяльності). Основою його програми є ідея політичної боротьби, реформування суспільства шляхом створення такої партії, яка б виражала народні інтереси.
Ідея повісті не відповідала канонам радянського літературознавства, що вимагало оспівувати лише пролетаріат і революційний шлях боротьби. Тому твір тривалий час не вивчали в школі, натомість перевагу віддавали повісті «Борислав сміється», у якій ідеться про початки організованої боротьби галицького пролетаріату.

## Екранізація
За мотивами повісті був знятий мінісеріал «Пастка» (1993).